# Fricativa alveolar não sibilante surda
A fricativa alveolar não-sibilante surda (também conhecida como fricativa de "fenda") é um som consonantal. Como o Alfabeto Fonético Internacional não possui símbolos separados para as consoantes alveolares (o mesmo símbolo é usado para todos os locais de articulação coronais que não são palatalizados), este som é geralmente transcrito ⟨θ̠⟩, ocasionalmente ⟨θ͇⟩ (retraído ou alveolarizado [θ], respectivamente), ⟨ɹ̝̊⟩ (sem voz constrita [ɹ]) ou ⟨t̞⟩ (rebaixado [t]).
Alguns estudiosos também postulam a aproximação alveolar muda distinta da fricativa. A aproximante pode ser representada no AFI como ⟨ɹ̥⟩. A distinção não é reconhecida pela International Phonetic Association.
Poucos idiomas também têm a fricativa alveolar sem voz com tepe, que é simplesmente uma fricativa alveolar apical muito breve e não sibilante, com a língua fazendo o gesto para um parada com tepe, mas sem fazer contato total. Isso pode ser indicado no AFI com o diacrítico decrescente para mostrar que a oclusão total não ocorreu.
Fricativas com tepe são ocasionalmente relatadas na literatura, embora essas afirmações não sejam geralmente confirmadas de forma independente e, portanto, permaneçam duvidosas.
As fricativas com flepe são teoricamente possíveis, mas não são comprovadas.

## Características
- Sua forma de articulação é fricativa, ou seja, produzida pela constrição do fluxo de ar por um canal estreito no local da articulação, causando turbulência.
- No entanto, não tem a língua estriada e fluxo de ar direcionado, ou as altas frequências de uma sibilante.
- Seu local de articulação é alveolar, o que significa que é articulado com a ponta ou a lâmina da língua na crista alveolar, denominada respectivamente apical e laminal.
- Sua fonação é surda, o que significa que é produzida sem vibrações das cordas vocais. Em alguns idiomas, as cordas vocais estão ativamente separadas, por isso é sempre sem voz; em outras, as cordas são frouxas, de modo que pode assumir a abertura de sons adjacentes.
- É uma consoante oral, o que significa que o ar só pode escapar pela boca.
- O mecanismo da corrente de ar é pulmonar, o que significa que é articulado empurrando o ar apenas com os pulmões e o diafragma, como na maioria dos sons.

## Ocorrência
| Language | Language                   | Word   | IPA       | Meaning   | Notes |
| -------- | -------------------------- | ------ | --------- | --------- | --- |
| Afenmai  | Afenmai                    |        | V͈[aɾ̞̊u]    | Chapéu    | Com tepe; tenso equivalente a relaxado /ɾ/.                                                                               |
| Holandês | Holandês                   | Geert  | [ɣeːɹ̝̊t]   | Geert     | Uma das muitas possíveis realizações de /r/; distribuição não clara.                                                      |
| Emiliano | Bolonhês                   | zidrån | [θ̠iˈdrʌn] | Limão     | Laminal; uma variante hipercorretiva de /s/ para alguns falantes jovens. Ou não sibilante, ou "não sibilante o bastante". |
| Inglês   | Australiano                | Italy  | [ˈɪ̟θ̠əɫɪi̯] | Itália    | Alofone ocasional de /t/.                                                                                                 |
| Inglês   | Received Pronunciation     | Italy  | [ˈɪθ̠əlɪi̯] | Itália    | Alofone comum de /t/. |
| Inglês   | Irlandês                   | Italy  | [ˈɪθ̠ɪli]  | Itália    | Alofone de /t/. |
| Inglês   | Alguns falantes americanos | Italy  | [ˈɪɾ̞̊əɫi]  | Itália    | Com tepe; possível alofone de /t/. Pode ser o tepe surda /ɾ̥/ ou o tepe expresso [ɾ] no lugar.                             |
| Inglês   | Scouse                     | attain | [əˈθ̠eɪn]  | Atingir   | Alofone de /t/. |
| Feroês   | Feroês                     | okkurt | [ˈɔʰkʊɹ̥t] | Ao redor  | Alofone aproximante de-sonorizado de /r/.                                                                                 |
| Islandês | Islandês                   | þakið  | [ˈθ̠äkið̠]  | O telhado | Laminal. |
| Turco    | Turco                      | bir    | [biɾ̞̊]     | Um        | Com tepe; alofone no final de palavras de /ɾ/.                                                                            |